# Liocarcinus navigator
Liocarcinus navigator är en kräftdjursart som först beskrevs av Herbst 1794.  Liocarcinus navigator ingår i släktet Liocarcinus, och familjen simkrabbor. Arten är reproducerande i Sverige.

## Bildgalleri

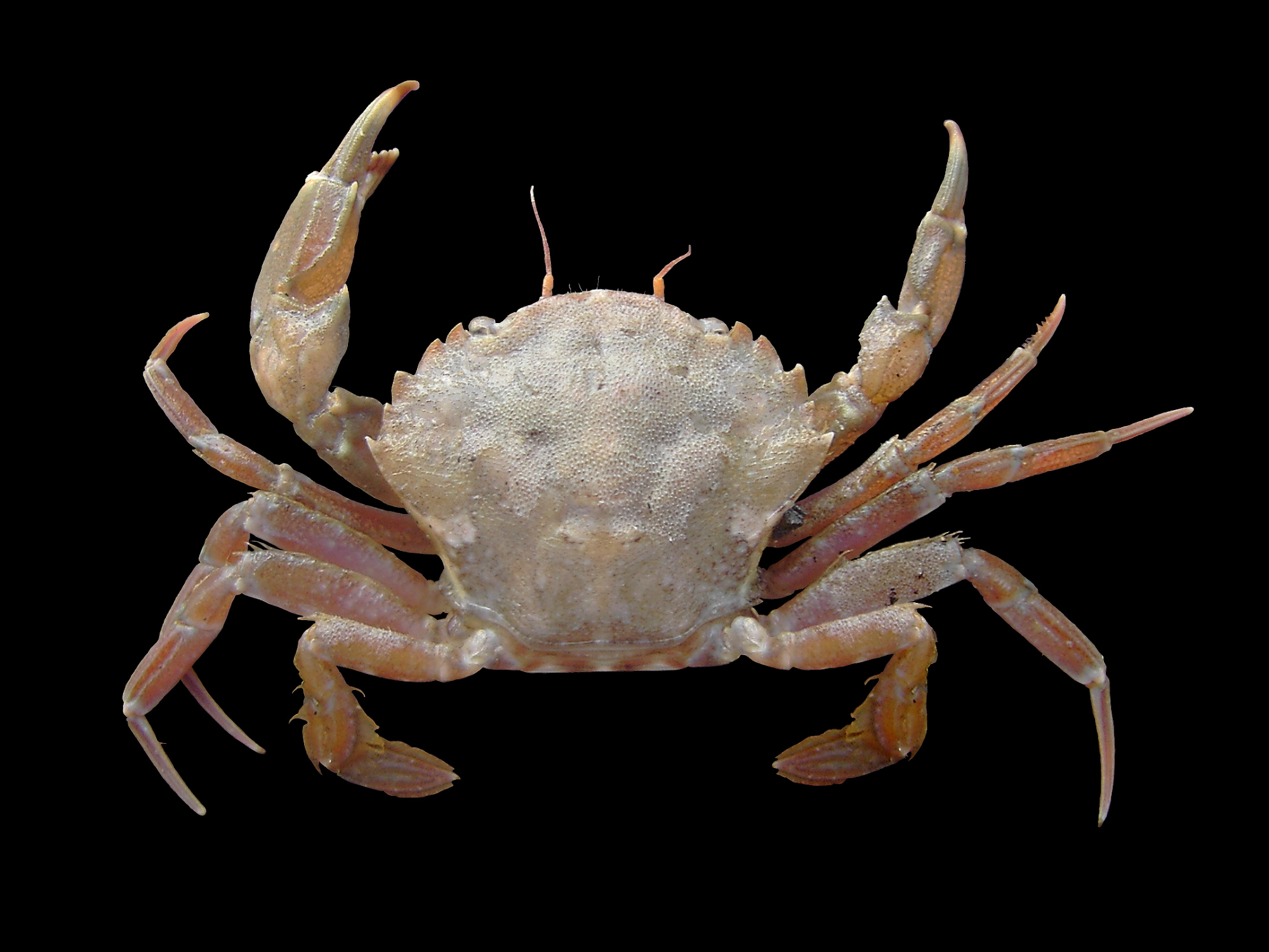